# Antioh Cantemir

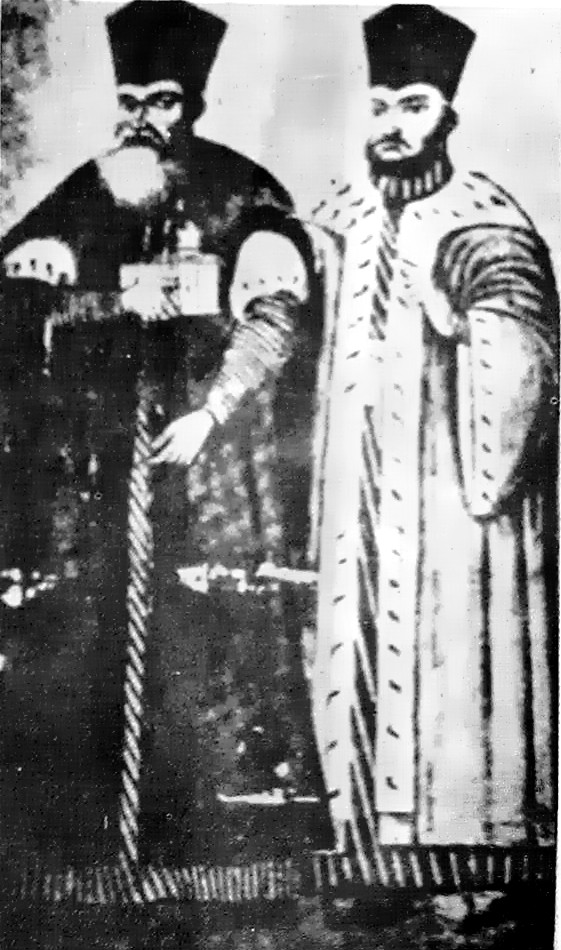
Constantin und Antioh Cantemir

Antioh Cantemir war Fürst der Moldau vom 8. Dezember 1695 bis zum 14. September 1700 und vom 12. Februar 1705 bis zum 20. Juli 1707. Antioh war der Sohn des Fürsten Constantin Cantemir und damit Onkel des gleichnamigen Literaten und Aufklärers (der im Deutschen oft auch „Antioch Kantemir“ geschrieben wird).
Gemeinsam mit seinem Bruder Dimitrie Cantemir plante er die Ablöse von Fürst Constantin Duca (dieser war Mithilfe des walachischen Fürsten Constantin Brâncoveanu auf den Thron gekommen, wodurch Dimitrie das Nachsehen hatte). Letztlich wurde Duca von der Hohen Pforte abgesetzt und Antioh erhielt den Thron. Im Gegensatz zu seinem Vater hatte er eine polenfreundliche Haltung. Während seiner ersten Herrschaft wurde der Friede von Karlowitz (26. Jan. 1699) geschlossen; während der zweiten beschloss er hohe Steuerabgaben (darunter auch eine Rauch-Steuer).
Chronist Ion Neculce beschreibt Antioh als „großgewachsenen, ehrlichen, gutaussehenden Mann, der wusste, was er wollte und gerecht urteilte“; weiter schreibt er, dass er "kein Gelehrter, aber auch kein dummer Mensch" war. Neculce berichtete, dass Cantemir nicht nach Geld strebte, Lügen und Intrigen verabscheute und ein guter Jäger sowie Kämpfer gewesen sein sei.